# 雷克斯 (喬治亞州)
雷克斯（英語：Rex）是位於美國喬治亞州克萊頓縣的一個非建制地區。該地的面積和人口皆未知。

## 地理
雷克斯的座標為33°35′31″N 84°16′12″W / 33.59194°N 84.27000°W，而該地的平均海拔高度為243米（即797英尺）。